# Druga savezna liga Jugoslavije u nogometu 1988./89.
Druga savezna liga Jugoslavije u nogometu 1988./89. bilo je trideset i sedmo izdanje drugog ranga koje je nosilo naziv Druga savezna liga. Bilo je to četrdeset i treće izdanje drugog ranga u Jugoslaviji nakon Drugog svjetskog rata, prvo kao jedinstvena liga od 1955.
Prvak je bila ljubljanska Olimpija, koja se uz viceprvaka banjalučkog Borca plasirala u Prvu ligu.

Zadnje 4 momčadi ispale su iz lige: Radnički Kragujevac, Bačka B. Palanka, Novi Pazar i Belasica Strumica.

## Sustav natjecanja
U sezoni je uveden novi način dodjele bodova za ligaške utakmice koje su završile remijem. Za pobjedu su se i dalje dobivala dva boda, a u slučaju neriješenog ishoda na kraju devedeset minuta – izvodili su se jedanaesterci i pobjednik u raspucavanju dobivao je jedan bod, a poraženi nula. Sezona 1988./89. bila je prva u kojoj je uveden ovakav način dodjele bodova, a odluka FSJ-a o njenoj primjeni izazvala je mnogo kritika i kontroverzi. Najveći zagovornik novog pravila bio je predsjednik FSJ-a Slavko Šajber, a u medijima su ga često podrugljivo nazivali "Šajberovim penalima".
Novost je da je za mjesta koja odlučuju o napredovanju i ispadanju, u slučaju istog broja bodova, uvedeno pravilo da prednost ima klub koji ima bolji omjer u međusobnim susretima. Od 1991. to je pravilo dopunjeno davanjem prednosti momčadi koja je kao gost postigla više golova u međusobnim susretima. Drugoligaši su po prvi put morali počinjati utakmice s najmanje dva igrača do 21 godine, a uvedene su i dvojne registracije.
Liga se sastojala od jedinstvene lige od 20 ekipa. Prva dva plasirala su se u Prvu saveznu ligu, a zadnja četiri ispala su u Međurepubličke lige (3. rang natjecanja).

## Formiranje 2. jedinstvene savezne lige
Formiranje Jedinstvene Druge lige s 20 klubova spominjano je još početkom 1973., a tada su od četiri grupe Druge lige formirane dvije. Nova inicijativa počela je 1976. Nogometni centri s tradicijom i velikim stadionima tražili su jedinstveno natjecanje, koncentraciju kvalitete u jakoj ligi, a slabijoj polovini drugoligaša iz dvije grupe nuđeno je racionalnije natjecanje u četiri grupe Međurepubličkih liga. Problem je bio konsenzus u odlučivanju republičkih i pokrajinskih saveza i do Jedinstvene lige, nakon niza pokušaja, došlo se tek u ljeto 1988. godine. Tri naredne sezone pokazale su da je to bio pun pogodak. Znatno je povećan broj gledatelja, podignuta je kvaliteta, novi prvoligaši redovno su postajali stabilni u eliti, a u kup-utakmicama ekipe iz dva elitna ranga rijetko su mogle osjetiti tko je iz kojeg stupnja natjecanja.
- Sutjeska Nikšić i Priština bili su bivši članovi Prve savezne lige
- GOŠK Jug, Dinamo Vinkovci, OFK Kikinda, Šibenik, Leotar Trebinje, Proleter Zrenjanin, Borac Banja Luka i Olimpija Ljubljana bivši su članovi Druge savezne lige Zapad
- OFK Beograd, Pelister Bitolj, Radnički Kragujevac, Liria Prizren, Novi Pazar, Mačva Šabac, Sloboda T. Užice i Borac Čačak bivši su članovi Druge savezne lige Istok
- Bačka B. Palanka i Belasica pobjednici doigravanja Republičkih liga.

## Sudionici
| Klub          | Grad          | Stadion               | Stadion   | Sezona 1987./88. | Sezona 1987./88.        |
| Klub          | Grad          | Ime                   | Kapacitet | Poz.             | Rang                    |
| ------------- | ------------- | --------------------- | --------- | ---------------- | ----------------------- |
| FK Sutjeska   | Nikšić        | Gradski stadion       | 10 800    | 17.              | Prva savezna liga       |
| FK Priština   | Priština      | Gradski stadion       | 30 500    | 18.              | Prva savezna liga       |
| NK GOŠK Jug   | Dubrovnik     | Stadion Lapad         | 7000      | 2.               | 2. savezna liga – Zapad |
| NK Dinamo     | Vinkovci      | Stadion Mladost       | 25 000    | 3.               | 2. savezna liga – Zapad |
| OFK Kikinda   | Kikinda       | Gradski vrt           | 10 000    | 4.               | 2. savezna liga – Zapad |
| NK Šibenik    | Šibenik       | Rade Končar           | ?         | 5.               | 2. savezna liga – Zapad |
| FK Proleter   | Zrenjanin     | Karađorđev park       | 33 000    | 6.               | 2. savezna liga – Zapad |
| FK Leotar     | Trebinje      | ?                     | ?         | 7.               | 2. savezna liga – Zapad |
| FK Borac      | Banja Luka    | Gradski stadion       | 18 000    | 8.               | 2. savezna liga – Zapad |
| NK Olimpija   | Ljubljana     | Bežigrad              | 18 000    | 12.              | 2. savezna liga – Zapad |
| OFK Beograd   | Beograd       | Omladinski stadion    | 30 000    | 2.               | 2. savezna liga – Istok |
| FK Pelister   | Bitola        | Gradski stadion       | ?         | 3.               | 2. savezna liga – Istok |
| FK Radnički   | Kragujevac    | Gradski stadion       | 25 000    | 4.               | 2. savezna liga – Istok |
| FK Lirija     | Prizren       | Gradski stadion       | 8000      | 5.               | 2. savezna liga – Istok |
| FK Novi Pazar | Novi Pazar    | Gradski stadion       | 22 500    | 6.               | 2. savezna liga – Istok |
| FK Mačva      | Šabac         | Stadion FK Mačva      | 10 000    | 7.               | 2. savezna liga – Istok |
| FK Sloboda    | Titovo Užice  | Stadion 24. septembar | 10 000    | 8.               | 2. savezna liga – Istok |
| FK Borac      | Čačak         | Stadion FK Borac      | 12 000    | 9.               | 2. savezna liga – Istok |
| FK Bačka      | Bačka Palanka | Stadion FK Bačka      | 3000      | 1.               | Vojvođanska liga        |
| FK Belasica   | Strumica      | Stadion Mladost       | ?         | 1.               | Makedonska liga         |

## Ljestvica
Olimpija se plasirala u Prvu ligu pobjedom u Bačkoj Palanci u posljednjem kolu, 2:0, a Borac je na kraju na svom stadionu pobijedio ekipu Proletera 3:2 na penale (1:1 prije penala, s penalima 4:3). U Banjalulci je postavljen rekord stadiona u posjeti s 30.000 gledalatelja. Proleteru, koji je najduže bio na prvom mjestu, nedostajao je penal-bod za elitu.
| mj.     | klub                | ut. | pob. | ner. | por. | gol+ | gol- | gr  | bod     |
| ------- | ------------------- | --- | ---- | ---- | ---- | ---- | ---- | --- | ------- |
| 1.      | Olimpija Ljubljana  | 38  | 21   | 4−3  | 10   | 63   | 37   | +26 | 46      |
| 2.      | Borac Banja Luka    | 38  | 21   | 3−5  | 9    | 58   | 34   | +24 | 45      |
| 3.      | Proleter Zrenjanin  | 38  | 18   | 7−3  | 10   | 68   | 42   | +26 | 43      |
| 4.      | OFK Kikinda         | 38  | 19   | 4−3  | 12   | 61   | 45   | +16 | 42      |
| 5.      | Šibenik             | 38  | 19   | 4−2  | 13   | 57   | 45   | +12 | 42      |
| 6.      | OFK Beograd         | 38  | 18   | 4−4  | 12   | 71   | 49   | +22 | 40      |
| 7.      | Borac Čačak         | 38  | 17   | 1−4  | 16   | 49   | 54   | −5  | 35      |
| 8.      | Sutjeska Nikšić     | 38  | 15   | 3−3  | 17   | 47   | 48   | −1  | 33      |
| 9.      | Lirija Prizren      | 38  | 15   | 3−4  | 16   | 40   | 44   | −4  | 33      |
| 10.     | Priština            | 38  | 18   | 2−3  | 15   | 42   | 40   | +2  | 32 (−6) |
| 11.     | Mačva Šabac         | 38  | 12   | 8−2  | 16   | 37   | 47   | −10 | 32      |
| 12.     | Pelister Bitola     | 38  | 14   | 4−3  | 17   | 38   | 49   | −11 | 32      |
| 13.     | Sloboda T. Užice    | 38  | 14   | 4−1  | 19   | 37   | 48   | −11 | 32      |
| 14.     | Dinamo Vinkovci     | 38  | 13   | 5−7  | 13   | 49   | 43   | +6  | 31      |
| 15.     | Leotar Trebinje     | 38  | 14   | 3−3  | 18   | 53   | 51   | +2  | 31      |
| 16.     | GOŠK Jug Dubrovnik  | 38  | 12   | 7−3  | 16   | 36   | 39   | −3  | 31      |
| 17.     | Radnički Kragujevac | 38  | 12   | 3−7  | 16   | 43   | 54   | −11 | 27      |
| 18.     | Bačka B. Palanka    | 38  | 12   | 2−7  | 17   | 43   | 62   | −19 | 26      |
| 19.     | Novi Pazar          | 38  | 11   | 3−5  | 19   | 32   | 48   | −16 | 25      |
| 20.     | Belasica Strumica   | 38  | 11   | 0−2  | 25   | 34   | 76   | −42 | 22      |
|         |                     |     |      |      |      |      |      |     |         |
| Izvori: |                     |     |      |      |      |      |      |     |         |

- Viši rang:
  - Olimpija Ljubljana i Borac Banja Luka plasirali su se u Prvu saveznu ligu 1989./90.
- Ispali:
  - Radnički Kragujevac, Bačka B. Palanka, Novi Pazar i Belasica Strumica ispali su u Međurepubličke lige 1989./90.
- Novi članovi:
  - Napredak Kruševac i Čelik Zenica (iz Prve savezne lige), Rudar Ljubija, Zemun, Iskra Bugojno i Mladost Lučani (iz Međurepubličke lige)
- Napomena:
  - Prištini je uskraćeno 6 bodova zbog namještanja utakmica u zadnjem kolu prethodne sezone (Sutjeska i Crvena zvezda odigrali su 2:2, Priština je na svom stadionu vodila 2:0 protiv Čelika, a gosti su u posljednje tri minute postigli tri gola i preokrenuli rezultat 2:3. Utakmica je registrirana postignutim rezultatom, a Priština i Čelik kažnjeni su s po šest bodova za iduću sezonu)[1]

### Ljestvica strijelaca
| Pog.    | Ime                 | Klub                |
| ------- | ------------------- | ------------------- |
| 23      | Nebojša Petrović    | Proleter Zrenjanin  |
| 19      | Milan Đurđević      | OFK Beograd         |
| 19      | Tihomir Rudež       | Dinamo Vinkovci     |
| 18      | Senad Lupić         | Borac Banja Luka    |
| 17      | Zoran Ubavič        | Olimpija Ljubljana  |
| 15      | Slobodan Krčmarević | OFK Beograd         |
| 14      | Dragan Aćimović     | Sloboda T. Užice    |
| 14      | Suad Beširević      | Borac Banja Luka    |
| 13      | Armin Smajić        | OfK Kikinda         |
| 12      | Bogoljub Ranđelović | Pelister Bitola     |
| 12      | Sabahudin Bujak     | Leotar Trebinje     |
| 12      | Boban Strahinjić    | Radnički Kragujevac |
| Izvori: |                     |                     |

## Rezultati

### Semafor
|                     | BAČ  | BEL  | BEO  | BBL  | ČAČ  | DIN  | GOŠ  | KIK  | LEO  | LIR  | MAČ  | N.P  | OLI  | PEL  | PRI  | PRO  | RAD  | ŠIB  | SLO  | SUT  |
| ------------------- | ---- | ---- | ---- | ---- | ---- | ---- | ---- | ---- | ---- | ---- | ---- | ---- | ---- | ---- | ---- | ---- | ---- | ---- | ---- | ---- |
| Bačka B. Palanka    | –––– | 3:0  | 2:1  | 0:1  | 2:1  | 3:0  | 2:1  | 2:1  | 4:1  | 1:1  | 2:0  | 2:1  | 0:2  | 0:0  | 1:1  | 1:5  | 2:0  | 2:3  | 2:1  | 2:0  |
| Belasica Strumica   | 4:0  | –––– | 0:1  | 2:0  | 2:1  | 1:0  | 0:0  | 0:2  | 2:1  | 2:3  | 1:0  | 3:1  | 0:2  | 2:0  | 0:1  | 0:3  | 3:1  | 2:0  | 1:3  | 2:0  |
| OFK Beograd         | 3:2  | 3:1  | –––– | 0:1  | 5:1  | 1:1  | 1:0  | 4:1  | 7:0  | 3:2  | 3:1  | 2:1  | 3:1  | 2:0  | 2:1  | 2:3  | 2:0  | 1:1  | 4:0  | 3:1  |
| Borac Banja Luka    | 3:1  | 3:0  | 1:1  | –––– | 2:1  | 2:1  | 4:0  | 3:0  | 2:1  | 3:1  | 5:2  | 2:0  | 3:0  | 3:1  | 2:0  | 1:1  | 2:1  | 1:0  | 2:1  | 3:1  |
| Borac Čačak         | 1:0  | 3:1  | 3:2  | 2:0  | –––– | 3:3  | 1:0  | 1:0  | 2:0  | 2:0  | 2:0  | 1:0  | 2:3  | 0:1  | 2:0  | 3:1  | 1:0  | 2:1  | 1:0  | 3:1  |
| Dinamo Vinkovci     | 0:0  | 3:1  | 2:2  | 2:0  | 6:1  | –––– | 2:0  | 2:0  | 2:1  | 1:1  | 2:1  | 3:0  | 2:0  | 0:1  | 2:0  | 2:2  | 3:0  | 1:0  | 0:0  | 0:0  |
| GOŠK Jug            | 1:1  | 0:0  | 2:0  | 0:2  | 1:0  | 1:1  | –––– | 1:1  | 0:1  | 3:1  | 2:0  | 2:1  | 2:0  | 1:0  | 5:0  | 3:0  | 1:1  | 1:0  | 1:0  | 2:0  |
| Kikinda             | 3:2  | 3:2  | 0:0  | 2:1  | 3:3  | 2:1  | 4:0  | –––– | 2:0  | 3:0  | 3:2  | 0:0  | 1:0  | 2:0  | 2:1  | 3:0  | 4:0  | 3:0  | 3:1  | 2:1  |
| Leotar Trebinje     | 2:0  | 6:0  | 2:1  | 0:0  | 1:0  | 3:2  | 3:0  | 1:1  | –––– | 2:0  | 5:0  | 1:1  | 1:3  | 1:0  | 0:0  | 2:1  | 4:1  | 5:0  | 3:0  | 0:0  |
| Lirija Prizren      | 2:0  | 3:0  | 0:0  | 0:0  | 5:0  | 0:0  | 2:1  | 1:0  | 2:0  | –––– | 0:1  | 1:0  | 0:0  | 2:0  | 2:0  | 2:0  | 3:0  | 1:0  | 2:1  | 1:0  |
| Mačva Šabac         | 0:0  | 3:0  | 1:3  | 0:0  | 3:2  | 1:1  | 0:0  | 2:2  | 3:1  | 4:0  | –––– | 1:0  | 1:1  | 1:1  | 1:0  | 1:1  | 0:0  | 1:0  | 2:0  | 3:1  |
| Novi Pazar          | 1:0  | 1:0  | 1:1  | 1:0  | 3:2  | 0:1  | 1:0  | 0:0  | 1:1  | 2:1  | 3:0  | –––– | 2:1  | 1:0  | 2:0  | 0:0  | 2:2  | 1:1  | 2:0  | 0:1  |
| Olimpija Ljubljana  | 6:0  | 3:0  | 3:2  | 2:0  | 2:1  | 3:1  | 1:0  | 2:0  | 1:0  | 0:0  | 1:0  | 1:0  | –––– | 2:0  | 0:1  | 0:0  | 3:1  | 2:0  | 3:1  | 3:2  |
| Pelister Bitola     | 2:2  | 4:1  | 3:1  | 3:0  | 0:0  | 3:0  | 2:1  | 1:0  | 2:1  | 2:1  | 0:1  | 1:0  | 1:1  | –––– | 1:0  | 1:1  | 1:0  | 0:1  | 3:2  | 2:3  |
| Priština            | 4:1  | 5:0  | 1:1  | 2:1  | 1:0  | 1:0  | 1:0  | 1:0  | 1:0  | 1:0  | 1:0  | 3:1  | 1:1  | 3:0  | –––– | 2:3  | 1:0  | 2:1  | 2:0  | 1:0  |
| Proleter Zrenjanin  | 6:1  | 2:0  | 1:2  | 2:1  | 3:0  | 1:0  | 0:0  | 2:1  | 2:0  | 5:0  | 1:0  | 3:0  | 2:0  | 4:0  | 1:1  | –––– | 4:4  | 1:1  | 3:0  | 3:1  |
| Radnički Kragujevac | 0:0  | 1:0  | 1:0  | 0:0  | 0:1  | 1:1  | 1:1  | 3:1  | 3:2  | 1:0  | 0:1  | 5:1  | 2:2  | 2:2  | 3:1  | 1:0  | –––– | 3:0  | 2:0  | 2:0  |
| Šibenik             | 1:0  | 7:1  | 3:2  | 1:1  | 2:0  | 4:1  | 2:1  | 3:2  | 2:0  | 3:0  | 1:0  | 1:0  | 2:4  | 2:0  | 2:1  | 2:0  | 3:0  | –––– | 1:1  | 4:1  |
| Sloboda T. Užice    | 0:0  | 1:0  | 4:0  | 0:1  | 0:0  | 1:0  | 1:0  | 1:2  | 2:1  | 1:0  | 1:1  | 2:1  | 1:0  | 2:0  | 2:0  | 1:0  | 2:0  | 1:2  | –––– | 2:1  |
| Sutjeska Nikšić     | 3:0  | 3:0  | 1:0  | 2:2  | 0:0  | 3:0  | 2:2  | 1:2  | 1:0  | 2:0  | 1:0  | 3:0  | 2:1  | 3:0  | 1:0  | 3:1  | 0:1  | 0:0  | 2:1  | –––– |
| Izvori:             |      |      |      |      |      |      |      |      |      |      |      |      |      |      |      |      |      |      |      |      |

### Kalendar (jesen)
| 1. kolo 7. 8. 1988. Sloboda – Bačka 0:0 (4:3 pen) Borac (Č) – Priština 2:0 Radnički – OFK Beograd 1:0 Leotar – Novi Pazar 1:1 (3:2 pen) OFK Kikinda – Belasica 3:2 Borac (BL) – Dinamo 2:1 Pelister – Proleter 1:1 (2:3 pen) Sutjeska – GOŠK Jug 2:2 (3:4 pen) Mačva – Šibenik 1:0 Olimpija – Lirija 0:0 (5:4 pen) | 2. kolo 14. 8. 1988. Bačka – Lirija 1:1 (4:2 pen) Šibenik – Olimpija 2:4 GOŠK Jug – Mačva 2:0 Proleter – Sutjeska 3:1 Dinamo – Pelister 0:1 Belasica – Borac (BL) 2:0 Novi Pazar – OFK Kikinda 0:0 (1:3 pen) OFK Beograd – Leotar 7:0 Priština – Radnički 1:0 Sloboda – Borac (Č) 0:0 (4:5 pen) |

| 3. kolo 21. 8. 1988. Borac (Č) – Bačka 1:0 Radnički – Sloboda 2:0 Leotar – Priština 0:0 (5:4 pen) OFK Kikinda – OFK Beograd 1:0 Borac (BL) – Novi Pazar 2:0 Pelister – Belasica 4:1 Sutjeska – Dinamo 3:0 Mačva – Proleter 1:1 (3:4 pen) Olimpija – GOŠK Jug 1:0 Lirija – Šibenik 1:0 | 4. kolo 28. 8. 1988. Bačka – Šibenik 2:3 GOŠK Jug – Lirija 3:1 Proleter – Olimpija 2:0 Dinamo – Mačva 2:0 Belasica – Sutjeska 2:0 Novi Pazar – Pelister 1:0 OFK Beograd – Borac (BL) 0:1 Priština – OFK Kikinda 1:0 Sloboda – Leotar 2:1 Borac (Č) – Radnički 1:0 |

| 5. kolo 4. 9. 1988. Radnički – Bačka 0:0 (5:4 pen) Leotar – Borac (Č) 1:0 OFK Kikinda – Sloboda 3:1 Borac (BL) – Priština 2:0 Pelister – OFK Beograd 3:1 Sutjeska – Novi Pazar 3:0 Mačva – Belasica 3:0 Olimpija – Dinamo 3:1 Lirija – Proleter 2:0 Šibenik – GOŠK Jug 2:1 | 6. kolo 11. 9. 1988. Bačka – GOŠK Jug 2:1 Proleter – Šibenik 1:1 (3:4 pen) Dinamo – Lirija 1:1 (4:3 pen) Belasica – Olimpija 0:2 Novi Pazar – Mačva 3:0 OFK Beograd – Sutjeska 3:1 Priština – Pelister 3:0 Sloboda – Borac (BL) 0:1 Borac (Č) – OFK Kikinda 1:0 Radnički – Leotar 3:2 |

| 7. kolo 18. 9. 1988. Leotar – Bačka 2:0 OFK Kikinda – Radnički 4:0 Borac (BL) – Borac (Č) 2:1 Pelister – Sloboda 3:2 Sutjeska – Priština 1:0 Mačva – OFK Beograd 1:3 Olimpija – Novi Pazar 1:0 Lirija – Belasica 3:0 Šibenik – Dinamo 4:1 GOŠK Jug – Proleter 3:0 | 8. kolo 25. 9. 1988. Bačka – Proleter 1:5 Dinamo – GOŠK Jug 2:0 Belasica – Šibenik 2:0 Novi Pazar – Lirija 2:1 OFK Beograd – Olimpija 3:1 Priština – Mačva 1:0 Sloboda – Sutjeska 2:1 Borac (Č) – Pelister 0:1 Radnički – Borac (BL) 0:0 (3:1 pen) Leotar – OFK Kikinda 1:1 (2-4 pen) |

| 9. kolo 2. 10. 1988. OFK Kikinda – Bačka 3:2 Borac (BL) – Leotar 2:1 Pelister – Radnički 1:0 Sutjeska – Borac (Č) 0:0 (4:5 pen) Mačva – Sloboda 2:0 Olimpija – Priština 0:1 Lirija – OFK Beograd 0:0 (2:0 pen) Šibenik – Novi Pazar 1:0 GOŠK Jug – Belasica 0:0 (4:3 pen) Proleter – Dinamo 1:0 | 10. kolo 9. 10. 1988. Bačka – Dinamo 3:0 (dodijeljeno zbog prekida koji su izazvali gostujući igrači) Belasica – Proleter 0:3 Novi Pazar – GOŠK Jug 1:0 OFK Beograd – Šibenik 1:1 (4:3 pen) Priština – Lirija 1:0 Sloboda – Olimpija 1:0 Borac (Č) – Mačva 2:0 Radnički – Sutjeska 2:0 Leotar – Pelister 1:0 OFK Kikinda – Borac (BL) 2:1 |

| 11. kolo 16. 10. 1988. Borac (BL) – Bačka 3:1 Pelister – OFK Kikinda 1:0 Sutjeska – Leotar 1:0 Mačva – Radnički 0:0 (7:6 pen) Olimpija – Borac (Č) 2:1 Šibenik – Priština 2:1 GOŠK Jug – OFK Beograd 2:0 Proleter – Novi Pazar 3:0 Dinamo – Belasica 3:1 Lirija – Sloboda 2:1 | 12. kolo 23. 10. 1988. Bačka – Belasica 3:0 Novi Pazar – Dinamo 0:1 OFK Beograd – Proleter 2:3 Priština – GOŠK Jug 1:0 Sloboda – Šibenik 1:2 Borac (Č) – Lirija 2:0 Radnički – Olimpija 2:2 (2:4 pen) Leotar – Mačva 5:0 OFK Kikinda – Sutjeska 2:1 Borac (BL) – Pelister 3:1 |

| 13. kolo 30. 10. 1988. Pelister – Bačka 2:2 (1:4) Sutjeska – Borac (BL) 2:2 (2:3 pen) Mačva – OFK Kikinda 2:2 (6:5 pen) Olimpija – Leotar 1:0 Lirija – Radnički 3:0 Šibenik – Borac (Č) 2:0 GOŠK Jug – Sloboda 1:0 Proleter – Priština 1:1 (1:3 pen) Dinamo – OFK Beograd 2:2 (1:3 pen) Belasica – Novi Pazar 3:1 | 14. kolo 6. 11. 1988. Bačka – Novi Pazar 2:1 OFK Beograd – Belasica 3:1 Priština – Dinamo 1:0 Sloboda – Proleter 1:0 Borac (Č) – GOŠK Jug 1:0 Radnički – Šibenik 3:0 Leotar – Lirija 2:0 OFK Kikinda – Olimpija 1:0 Borac (BL) – Mačva 5:2 Pelister – Sutjeska 3:2 |

| 15. kolo 13. 11. 1988. Sutjeska – Bačka 3:0 Mačva – Pelister 1:1 (3:1) Olimpija – Borac (BL) 2:0 Lirija – OFK Kikinda 1:0 Šibenik – Leotar 2:0 GOŠK Jug – Radnički 1:1 (5:3 pen) Proleter – Borac (Č) 3:0 Dinamo – Sloboda 0:0 (3:4 pen) Belasica – Priština 0:1 Novi Pazar – OFK Beograd 1:1 (4:5 pen) | 16. kolo 20. 11. 1988. Bačka – OFK Beograd 2:1 Priština – Novi Pazar 3:1 Sloboda – Belasica 1:0 Borac (Č) – Dinamo 3:3 (2:4 pen) Radnički – Proleter 1:0 Leotar – GOŠK Jug 3:0 OFK Kikinda – Šibenik 3:0 Borac (BL) – Lirija 3:1 Pelister – Olimpija 1:1 (5:3 pen) Sutjeska – Mačva 1:0 |

| 17. kolo 27. 11. 1988. Mačva – Bačka 0:0 (5:4 pen) Olimpija – Sutjeska 3:2 Lirija – Pelister 2:0 Šibenik – Borac (BL) 1:1 (4:2 pen) GOŠK Jug – OFK Kikinda 1:1 (2:4 pen) Proleter – Leotar 2:0 Dinamo – Radnički 3:0 Belasica – Borac (Č) 2:1 Novi Pazar – Sloboda 2:0 OFK Beograd – Priština 2:1 | 18. kolo 4. 12. 1988. Bačka – Priština 1:1 (2:3 pne) Sloboda – OFK Beograd 4:0 Borac (Č) – Novi Pazar 1:0 Radnički – Belasica 1:0 Leotar – Dinamo 3:2 OFK Kikinda – Proleter 3:0 Borac (BL) – GOŠK Jug 4:0 Pelister – Šibenik 0:1 Sutjeska – Lirija 2:0 Mačva – Olimpija 1:1 (2:0 pen) |

| 19. kolo 11. 12. 1988. Olimpija – Bačka 6:0 Lirija – Mačva 0:1 Šibenik – Sutjeska 4:1 GOŠK Jug – Pelister 1:0 Proleter – Borac (BL) 2:1 Dinamo – OFK Kikinda 2:0 Belasica – Leotar 2:1 Novi Pazar – Radnički 2:2 (3:1 pen) OFK Beograd – Borac (Č) 5:1 Priština – Sloboda 2:0 |

### Kalendar (proljeće)
| 20. kolo 26. 2. 1989. Bačka – Sloboda 2:1 Priština – Borac (Č) 1:0 OFK Beograd – Radnički 2:0 Novi Pazar – Leotar 1:1 (4:3 pen) Belasica – OFK Kikinda 0:2 Dinamo – Borac (BL) 2:0 Proleter – Pelister 4:0 GOŠK Jug – Sutjeska 2:0 Šibenik – Mačva 1:0 Lirija – Olimpija 0:0 (3:4 pen) | 21. kolo 5. 3. 1989. Lirija – Bačka 2:0 Olimpija – Šibenik 2:0 Mačva – GOŠK Jug 0:0 (3:1) Sutjeska – Proleter 3:1 Pelister – Dinamo 3:0 Borac (BL) – Belasica 3:0 OFK Kikinda – Novi Pazar 0:0 (3:1 pen) Leotar – OFK Beograd 2:1 Radnički – Priština 3:1 Borac (Č) – Sloboda 1:0 |

| 22. kolo 12. 3. 1989. Bačka – Borac (Č) 2:1 Sloboda – Radnički 2:0 Priština – Leotar 1:0 OFK Beograd – OFK Kikinda 4:1 Novi Pazar – Borac (BL) 1:0 Belasica – Pelister 2:0 Dinamo – Sutjeska 0:0 (3:5 pen) Proleter – Mačva 1:0 GOŠK Jug – Olimpija 2:0 Šibenik – Lirija 3:0 | 23. kolo 19. 3. 1989. Šibenik – Bačka 1:0 Lirija – GOŠK Jug 2:1 Olimpija – Proleter 0:0 (4:5 pen) Mačva – Dinamo 1:1 (5:4 pen) Sutjeska – Belasica 3:0 Pelister – Novi Pazar 1:0 Borac (BL) – OFK Beograd 1:1 (5:3 pen) OFK Kikinda – Priština 2:1 Leotar – Sloboda 3:0 Radnički – Borac (Č) 0:1 |

| 24. kolo 26. 3. 1989. Bačka – Radnički 2:0 Borac (Č) – Leotar 2:0 Sloboda – OFK Kikinda 1:2 Priština – Borac (BL) 2:1 OFK Beograd – Pelister 2:0 Novi Pazar – Sutjeska 0:1 Belasica – Mačva 1:0 Dinamo – Olimpija 2:0 Proleter – Lirija 5:0 GOŠK Jug – Šibenik 1:0 | 25. kolo 2. 4. 1989. GOŠK Jug – Bačka 1:1 (8:7 pen) Šibenik – Proleter 2:0 Lirija – Dinamo 0:0 (5:4) Olimpija – Belasica 3:0 Mačva – Novi Pazar 1:0 Sutjeska – OFK Beograd 1:0 Pelister – Priština 1:0 Borac (BL) – Sloboda 2:1 OFK Kikinda – Borac (Č) 3:3 (11:12 pen) Leotar – Radnički 4:1 |

| 26. kolo 9. 4. 1989. Bačka – Leotar 4:1 Radnički – OFK Kikinda 3:1 Borac (Č) – Borac (BL) 2:0 Sloboda – Pelister 2:0 Priština – Sutjeska 1:0 OFK Beograd – Mačva 3:1 Novi Pazar – Olimpija 2:1 Belasica – Lirija 2:3 Dinamo – Šibenik 1:0 Proleter – GOŠK Jug 0:0 (3:2 pen) | 27. kolo 16. 4. 1989. Proleter – Bačka 6:1 GOŠK Jug – Dinamo 1:1 (3:1 pen) Šibenik – Belasica 7:1 Lirija – Novi Pazar 1:0 Olimpija – OFK Beograd 3:2 Mačva – Priština 1:0 Sutjeska – Sloboda 2:1 Borac (Č) – Pelister 0:0 (6:7 pen) Borac (BL) – Radnički 2:1 OFK Kikinda – Leotar 2:0 |

| 28. kolo 23. 4. 1989. Bačka – OFK Kikinda 2:1 Leotar – Borac (BL) 0:0 (4:3 pen) Radnički – Pelister 2:2 (3:4 pen) Borac (Č) – Sutjeska 3:1 Sloboda – Mačva 1:1 (3:1 pen) Priština – Olimpija 1:1 (3:5 pen) OFK Beograd – Lirija 3:2 Novi Pazar – Šibenik 1:1 (0:3 pen) Belasica – GOŠK Jug 0:0 (2:3 pen) Dinamo – Proleter 2:2 (2:1 pen) | 29. kolo 30. 4. 1989. Dinamo – Bačka 0:0 (4:2 pen) Proleter – Belasica 2:0 GOŠK Jug – Novi Pazar 2:1 Šibenik – OFK Beograd 3:2 Lirija – Priština 2:0 Olimpija – Sloboda 3:1 Mačva – Borac (Č) 3:2 Sutjeska – Radnički 0:1 Pelister – Leotar 2:1 Borac (BL) – OFK Kikinda 3:0 |

| 30. kolo 7. 5. 1989. Bačka – Borac (BL) 0:1 OFK Kikinda – Pelister 2:0 Leotar – Sutjeska 0:0 (1:4 pen) Radnički – Mačva 0:1 Borac (Č) – Olimpija 2:3 Priština – Šibenik 2:1 OFK Beograd – GOŠK Jug 1:0 Novi Pazar – Proleter 0:0 (1:2 pen) Belasica – Dinamo 1:0 Sloboda – Lirija 1:0 | 31. kolo 14. 5. 1989. Belasica – Bačka 4:0 Dinamo – Novi Pazar 3:0 Proleter – OFK Beograd 1:2 GOŠK Jug – Priština 5:0 Šibenik – Sloboda 1:1 (6:5 pen) Lirija – Borac (Č) 5:0 Olimpija – Radnički 3:1 Mačva – Leotar 3:1 Sutjeska – OFK Kikinda 1:2 Pelister – Borac (BL) 3:0 |

| 32. kolo 17. 5. 1989. Bačka – Pelister 0:0 (4:5 pen) Borac (BL) – Sutjeska 3:1 OFK Kikinda – Mačva 3:2 Leotar – Olimpija 1:3 Radnički – Lirija 1:0 Borac (Č) – Šibenik 2:1 Sloboda – GOŠK Jug 1:0 Priština – Proleter 2:3 OFK Beograd – Dinamo 1:1 (2:4 pen) Novi Pazar – Belasica 1:0 | 33. kolo 21. 5. 1989. Novi Pazar – Bačka 1:0 Belasica – OFK Beograd 0:1 Dinamo – Priština 2:0 Proleter– Sloboda 3:0 GOŠK Jug – Borac (Č) 1:0 Šibenik – Radnički 3:0 Lirija – Leotar 2:0 Olimpija – OFK Kikinda 2:0 Mačva – Borac (BL) 0:0 (4:3 pen) Sutjeska – Pelister 3:0 |

| 34. kolo 28. 5. 1989. Bačka – Sutjeska 3:1 Pelister – Mačva 0:1 Borac (BL) – Olimpija 3:0 OFK Kikinda – Lirija 3:0 Leotar – Šibenik 5:0 Radnički – GOŠK Jug 1:1 (4:5 pen) Borac (Č) – Proleter 3:1 Sloboda – Dinamo 1:0 Priština – Belasica 5:0 OFK Beograd – Novi Pazar 2:1 | 35. kolo 31. 5. 1989. OFK Beograd – Bačka 3:2 Novi Pazar – Priština 2:0 Belasica – Sloboda 1:3 Dinamo – Borac (Č) 6:1 Proleter – Radnički 4:4 (4:2 pen) GOŠK Jug – Leotar 0:1 Šibenik – OFK Kikinda 3:2 Lirija – Borac (BL) 0:0 (4:3 pen) Olimpija – Pelister 2:0 Mačva – Sutjeska 3:1 |

| 36. kolo 4. 6. 1989. Bačka – Mačva 2:0 Sutjeska – Olimpija 2:1 Pelister – Lirija 2:1 Borac (BL) – Šibenik 1:0 OFK Kikinda – GOŠK Jug 4:0 Leotar – Proleter 2:1 Radnički – Dinamo 1:1 (4:2 pen) Borac (Č) – Belasica 3:1 Sloboda – Novi Pazar 2:1 Priština – OFK Beograd 1:1 (2:4 pen) | 37. kolo 11. 6. 1989. Priština – Bačka 4:1 OFK Beograd – Sloboda 4:0 Novi Pazar – Borac (Č) 3:2 Belasica – Radnički 3:1 Dinamo – Leotar 2:1 Proleter – OFK Kikinda 2:1 GOŠK Jug – Borac (BL) 0:2 Šibenik – Pelister 2:0 Lirija – Sutjeska 1:0 Olimpija – Mačva 1:0 |

| 38. kolo 18. 6. 1989. Bačka – Olimpija 0:2 Mačva – Lirija 4:0 Sutjeska – Šibenik 0:0 (2:4 pen) Pelister – GOŠK Jug 3:1 Borac (BL) – Proleter 1:1 (3:2 pen) OFK Kikinda – Dinamo 2:1 Leotar – Belasica 6:0 Radnički – Novi Pazar 5:1 Borac (Č) – OFK Beograd 3:2 Sloboda – Priština 2:0 |

## Poveznice
- Prva savezna liga 1988./89.
- Međurepubličke lige 1988./89.
- Kup maršala Tita 1988./89.

## Vanjske poveznice
- YU FUDBAL 1988/1989 TEMPO ALMANAH
- HRnogomet
- SISTEM TAKMIČENJA U JUGOSLAVIJI 1988. - 1991.